# RZSD EP20
Az RZSD EP20 sorozat egy orosz villamosmozdony-sorozat és egy mozdonycsalád kezdő sorozata. Az Alstom áramirányítóit tartalmazza. Bázismodellnek szánták, a későbbiekben lesz többszekciós, kisebb maximális sebességű, ballasztolt tehervonati változata, mégpedig szándék szerint 4 és 6 tengelyes szekciókkal egyaránt.

## Tehervonati változat
Valószínű, hogy ez alapján készülnének a tehervonati gépek. Ott viszont feltett szándék, hogy az eddigi 8 tengelyes, kétszekciós mozdonyokat 6 tengelyes, egyszekciósok váltsák fel, és ezeknek legyen vezetőállásos meg vezetőállás nélküli változata. Az aszinkron TC-jű mozdonyok nagyon jó tapadási tényező értékeket mutatnak fel (a tengelyenkénti vonóerőszabályozású, egyenáramú TC-sek sem sokkal rosszabbak), de annyira mégse jókat, hogy 8 tengelyt kiválthasson 6. Ezért a 6 tengelyes (Bo'Bo'Bo'), aszinkron TC-jű szekció akkor egyenrangú a 8 tengelyes 2 szekcióval, ha közben tengelyterhelést is emelünk, 25 tonnáról 27-re. Ehhez azonban más szerkezetű forgóváz szükséges, hogy a pályára gyakorolt hatás a megengedetten belül maradjon.

## Személyvonati változat
2010-ben a prototípus próbái elkészültek hogy kezdődjenek, az első széria 200 darabos lesz az RZSD részéről. A 135 tonnás, kétfeszültségű (25 kV ~ és 3 kV =) gép 160 és 200 km/h-s áttételezésű változatban épül, 7,2 MW teljesítményű lesz.